# (296968) Ignatianum
(296968) Ignatianum – planetoida z grupy pasa głównego asteroid okrążająca Słońce w ciągu 4,30 lat w średniej odległości 2,64 au. Została odkryta 12 marca 2010 roku w obserwatorium astronomicznym w Moletai na Litwie przez K. Černisa i J. Zdanavičiusa. Nazwa planetoidy pochodzi od Akademii Ignatianum w Krakowie. Przed jej nadaniem planetoida nosiła oznaczenie tymczasowe 2010 ES74.